# Galerucella
Galerucella là một chi bọ cánh cứng trong họ Chrysomelidae.
Chi này được miêu tả khoa học năm 1873 bởi Crotch.

## Các loài
Các loài trong chi này gồm:
- Galerucella aludela Maulik, 1936
- Galerucella amboinensis (Jacoby, 1894)
- Galerucella angulosa (Pic, 1928)
- Galerucella aurata Maulik, 1936
- Galerucella bataviensis (Hornstedt, 1788)
- Galerucella birmanica (Jacoby, 1889)
- Galerucella bruneiensis (Chujo, 1964)
- Galerucella brunneipennis Bryant, 1954
- Galerucella calmariensis (Linnaeus, 1767)
- Galerucella calmariensis Linnaeus, 1767
- Galerucella celebensis (Weise, 1892)
- Galerucella chujoi Komiya, 2005
- Galerucella consentanea Hope, 1924
- Galerucella digambara (Maulik, 1936)
- Galerucella dufresni Klug, 1835
- Galerucella fairmairei (Laboissiere, 1922)
- Galerucella fossata (Chen, 1942)
- Galerucella funesta Jacoby, 1887
- Galerucella grisescens (Joannis, 1866)
- Galerucella grisescens Joannis, 1865
- Galerucella hageni (Jacoby, 1887)
- Galerucella inconspicus (Jacoby, 1899)
- Galerucella kerstensi Lohse, 1989
- Galerucella laterimaculata Jacoby, 1886
- Galerucella lineola (Fabricius, 1781)
- Galerucella lineola Fabricius, 1781
- Galerucella maculicornis (Faldermann, 1837)
- Galerucella malaisei Bryant, 1952
- Galerucella marginipennis (jacoby, 1894)
- Galerucella mindorana Weise, 1913
- Galerucella multicostata Pic, 1928
- Galerucella nipponensis (Laboissiere, 1921)
- Galerucella nymphaeae (Linnaeus, 1758)
- Galerucella nymphaeae Linnaeus, 1758
- Galerucella ohkurai Kimoto & Takahashi, 1992
- Galerucella ornatipennis Lopatin, 2002
- Galerucella ozeana (Nakane, 1963)
- Galerucella philippinensis (Boheman, 1859)
- Galerucella picea (Scudder, 1879)
- Galerucella pici (Laboissiere, 1913)
- Galerucella pusilla (Duftschmidt, 1825)
- Galerucella pusilla Duftschmid, 1825
- Galerucella quadrimaculata (Redtenbacher, 1850)
- Galerucella quebecensis (Brown, 1938)
- Galerucella rubi (Tamanuki, 1938)
- Galerucella rubromarginata Laboissiere, 1929
- Galerucella sagittariae (Gyllenhal, 1813)
- Galerucella scutellata (Hope, 1831)
- Galerucella semipullata (Clark, 1864)
- Galerucella setulosa (Sahlberg, 1913)
- Galerucella solarii Burlini, 1942
- Galerucella stefanssoni (Brown, 1938)
- Galerucella tenella (Linnaeus, 1761)
- Galerucella tenella Linnaeus, 1761
- Galerucella thoracica (Baly, 1886)
- Galerucella umbrolineata (Laboissiere, 1929)
- Galerucella unicostata Pic, 1937
- Galerucella vartiani Lopatin, 1966
- Galerucella wallacei Baly, 1886